# 漢堡/ESO巡天
漢堡/ESO巡天（英語：Hamburg/ESO Survey）是由漢堡大學出版的天體測量學類星體目錄。目錄覆蓋南部天空，包含了13至18等的河外星系。
目錄的既定目標 是：
- 彙編適合高解析度光譜的高紅移（1.5<z<3.2）、明亮類星體的樣本 （例如，對於ESO-VLT）；
- 使用HST為紫外線光譜提供目標
- 發現新的引力透鏡系統
- 為宿主星系研究構建明亮低紅移QSO和西佛星系的大通量極限和無偏壓樣本
- 確定QSO的局部光度函數
- 研究QSO群體中最明亮部分的演化

## 外部連結
- . Hamburg Institut.   [2019-09-20]. （原始内容存档于2009-02-09）.